# Karbochemia
Karbochemia – dział chemii, który obejmuje badania węgli kopalnych jako surowca dla przemysłu chemicznego.